# Đội tuyển Fed Cup Síp
Đội tuyển Fed Cup Síp đại diện Síp ở giải đấu quần vợt Fed Cup và được quản lý bởi Liên đoàn Quần vợt Síp. Đội chưa thi đấu kể từ năm 2005.

## Lịch sử
Síp tham gia kì Fed Cup đầu tiên vào năm 1995. Đội chỉ thắng 1 trong 30 trận đã thi đấu (với Kenya năm 1999).